# Marquesado de Dalí de Púbol

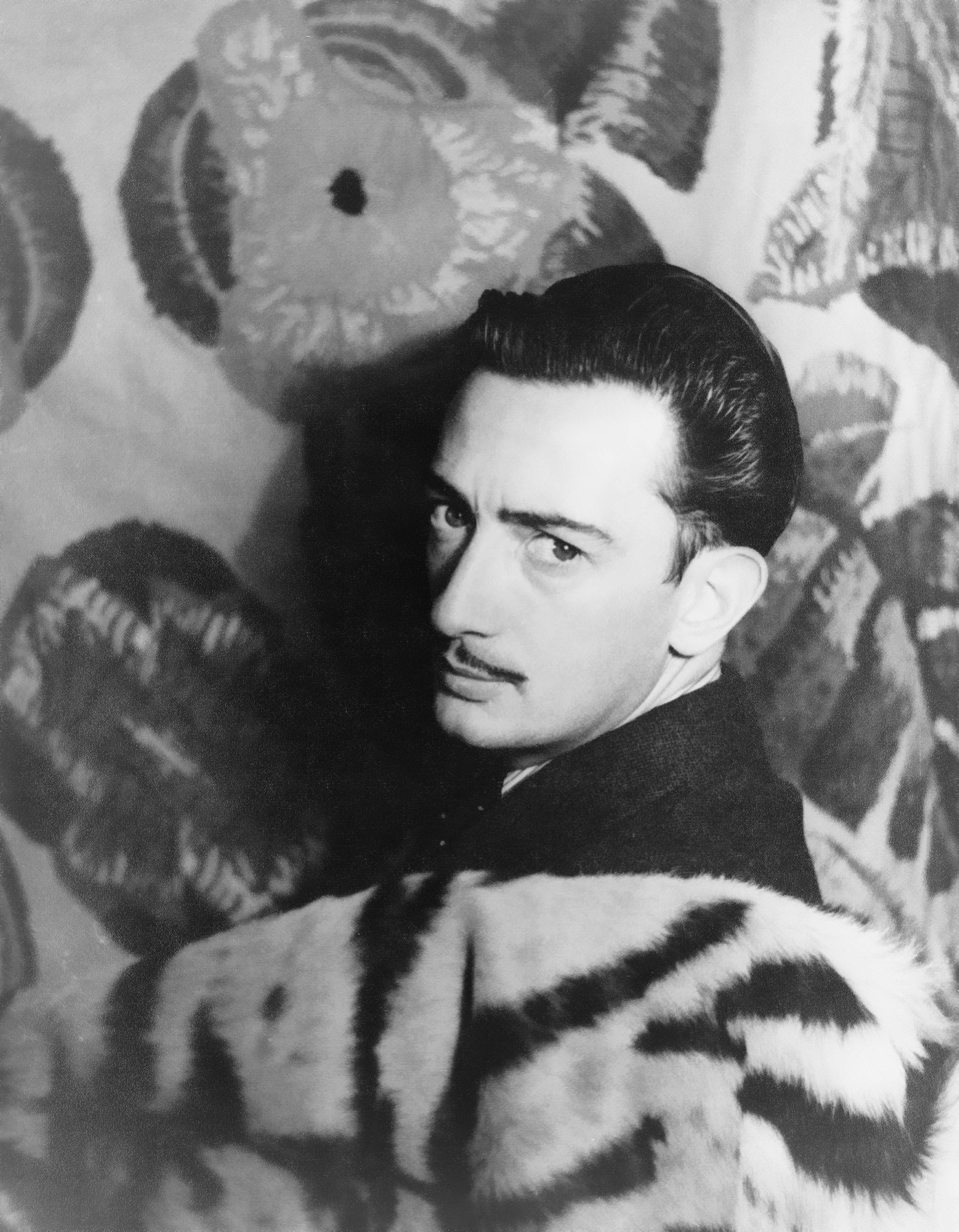
Salvador Dalí, i marqués de Dalí de Púbol.

El marquesado de Dalí de Púbol fue un título nobiliario español, creado por el rey Juan Carlos I de España el 24 de julio de 1982 a favor de Salvador Dalí, insigne pintor español, máximo representante del surrealismo.

## Denominación
La denominación del título hace referencia al apellido paterno y al castillo de Púbol, en Púbol, en la provincia de Gerona, lugar de residencia del pintor.

## Carta de otorgamiento
El texto expositivo y dispositivo del Real Decreto dice así:

«En atención a los méritos y circunstancias que concurren en el extraordinario pintor don Salvador Dalí Domenech, cuya obra constituye una de las más relevantes creaciones artísticas de nuestro tiempo, en prueba de Mi Real aprecio a su persona y de reconocimiento de sus excepcionales aportaciones a la cultura española del siglo XX.
Vengo en otorgar el título de Marqués de Dalí de Púbol para él y sus sucesores, con exención de derechos fiscales en el acto de su creación y en la primera transmisión.
Así lo dispongo por el presente Real Decreto, dado en Madrid a veinticuatro de julio de  mil novecientos ochenta y dos».

En un principio, el título fue concedido con carácter perpetuo y hereditario. Sin embargo, a petición expresa del otorgado, se convirtió en un título meramente vitalicio:

«Accediendo a la petición formulada por don Salvador Dalí Domenech, Marqués de Dalí de Púbol, en el sentido de que dicha merced nobiliaria, perpetua en su creación, se transforme en vitalicia, dada su situación de viudez, carecer de descendientes y estimar que el otorgamiento de tan honrosa distinción se ha basado en méritos y circunstancias personales.
Vengo a disponer que el título nobiliario de Marqués de Dalí de Púbol, merced creada con carácter perpetuo, lo sea desde ahora vitalicia y vinculada a la vida del insigne pintor a quien se concedió.
Dado en Madrid, a 20 de abril de 1983».

## Armas
De merced nueva: en campo de oro, un águila de negro; timbre: un águila de negro; corona de marqués.

## Marqueses de Dalí de Púbol
| I | Salvador Felipe Jacinto Dalí i Domènech | 1982-1989 |

## Historia de los marqueses de Dalí de Púbol
- Salvador Felipe Jacinto Dalí i Domènech (Figueras, 11 de mayo de 1904 – ib., 23 de enero de 1989), i marqués de Dalí de Púbol (24 de julio de 1982 - 23 de enero de 1989), hijo de Salvador Dalí i Cusí y de su esposa Felipa Domènech i Ferrés, nieto paterno de Gal Dalí i Viñas y de su esposa Teresa Cusí i Marcó y nieto materno de Anselm Domènech i Serra y de su esposa María Anna Ferrés i Sadurní.

Contrajo matrimonio con Elena Ivanovna Diakonova "Gala" (Kazán, Rusia, 26 de agosto de 1894 - Port Lligat, 10 de junio de 1982), sin descendencia.
En su testamento otorgado en Púbol (Gerona), el 20 de septiembre de 1982, instituye «heredero universal y libre, de todos sus bienes, derechos y creaciones artísticas, al Estado Español, con el fervoroso encargo de conservar, divulgar y proteger sus obras de arte». El Ministerio de Economía y Hacienda y el Ministerio de Cultura consideraron conveniente la aceptación de la herencia dispuesta.